# Leonard Wolfson
Leonard Gordon Wolfson (11 novembre 1927 - 20 mai 2010) est un homme d'affaires britannique. 

## Biographie
Il fréquente la King's School de Worcester de 1942 à 1945 . Il est le fils du magnat de GUS Sir Isaac Wolfson, 1er baronnet. Il est président de la Fondation Wolfson. Ayant été fait chevalier en 1977, il est créé pair à vie le 13 juin 1985 avec le titre de baron Wolfson, de Marylebone dans la ville de Westminster,  et est membre du Parti conservateur. 
À la mort de son père en 1991, Lord Wolfson lui succède en tant que 2e baronnet (appelé « de St Marylebone dans le comté de Londres »). Il obtient un congé de la Chambre des Lords à partir de 2008.
Il est élu membre honoraire de la British Academy en 1986 et membre honoraire de la Royal Society en 2005. Il est également membre honoraire de trois collèges d'Oxford, le Wolfson College (du nom de son père Isaac Wolfson), le St Catherine's College et le Worcester College.
Il est décédé le 20 mai 2010 ,. Il épouse Estelle et a quatre filles, Janet Wolfson, Laura, Deborah et Elizabeth, qui sont toutes mariées et ont des enfants.